# دباب بحر

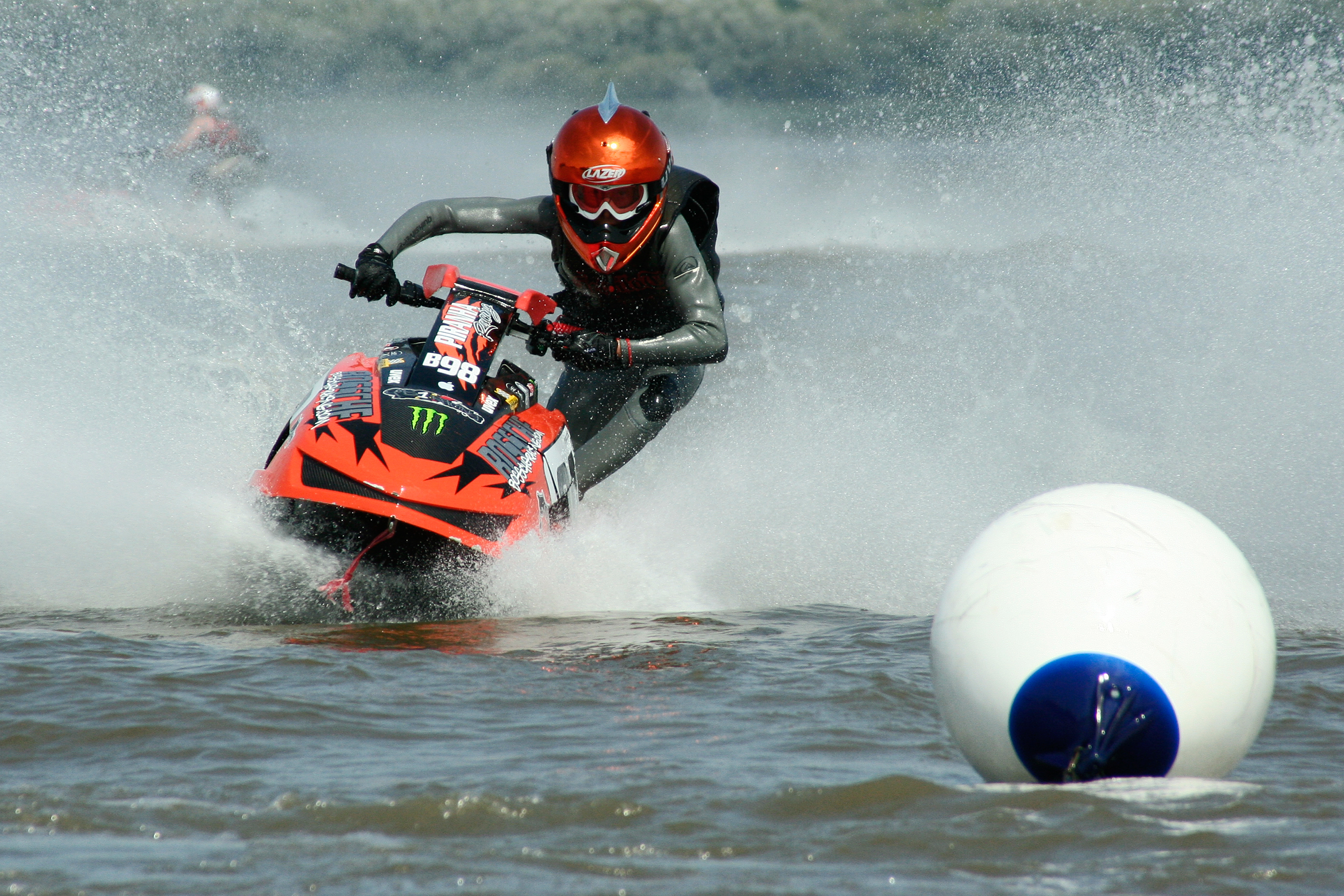

دبَّاب البحر هي مركبة فردية تشبه الدراجة النارية والمزلجة، تعمل بمحرك احتراق داخلي، ولكنها تستعمل في التنقل المائي وعادة للترفيه والتسابق، وفي السنوات الأخيرة أصبحت تقام مسابقات بها.

## الأسماء
الزلَّاجة النفَّاثة أو الزَلَّاجة المائية أو المزلجة النفَّاثة أو مزلجة البحر أو نفَّاثة البحر أو دراجة مائية (بالإنجليزية: jet ski)‏ (نقحرة: جيت سكي)

## تاريخ الدراجة المائية

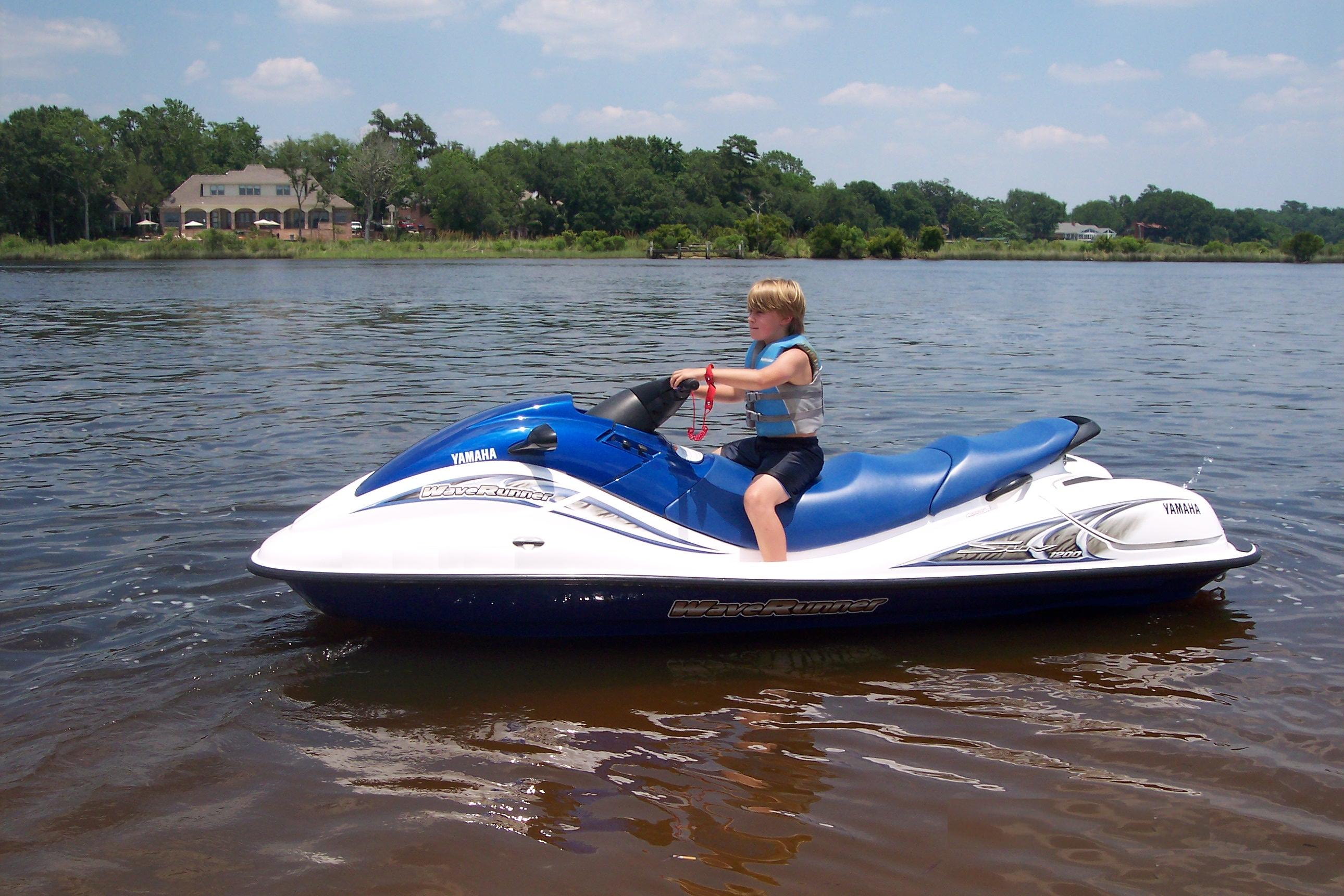

أجريت تجارب على هذا النوع  أول مرة سنة 1950 في الولايات المتحدة، ولم تُسوّق إلا سنة 1973 من طرف شركة كوَساكي اليابانية وبعدها شركة ياماها.